# Cristián Limenza
Cristián Limenza Estigarribia (17 de noviembre de 1976) es un exfutbolista paraguayo nacionalizado chileno. Jugaba de guardameta y actualmente es preparador de arqueros en Atlético Oriente en la Tercera División B de Chile.

## Trayectoria
Limenza se formó en las divisiones inferiores en su país natal.
Llegó a Chile por medio de su amigo Félix González, quien lo invitó a jugar a Lota Schwager. El paraguayo fue fundamental en el ascenso del club de Coronel, atajar dos de los lanzamientos en la definición por penales ante Rangers, en un partido válido por la Liguilla de Promoción. El cuadro carbonífero volvía a la primera categoría luego de 18 años de permanencia en series inferiores.
Su actuación junto a Lota Schwager le permitió fichar por Unión Española. Su buena actuación en el Torneo de Apertura 2009, donde fue subcampeón con los hispanos, llamó la atención al club O'Higgins. A partir de mayo de 2010 se integra al plantel de Deportes Iquique, equipo que participa en la Primera División B del fútbol chileno y asciende a Primera División.

## Clubes
| Club                  | País     | Año       |
| --------------------- | -------- | --------- |
| Presidente Hayes      | Paraguay | 2003-2004 |
| Lota Schwager         | Chile    | 2005-2006 |
| Unión Española        | Chile    | 2007-2010 |
| Deportes Iquique      | Chile    | 2010-2012 |
| Santiago Morning      | Chile    | 2013-2014 |
| Deportes Concepción   | Chile    | 2014-2016 |
| Deportes Puerto Montt | Chile    | 2016-2018 |

## Títulos
| Título     | Club              | País  | Año  |
| ---------- | ----------------- | ----- | ---- |
| Primera B  | Municipal Iquique | Chile | 2010 |
| Copa Chile | Deportes Iquique  | Chile | 2010 |